# 金社镇
金社乡，是中国安徽省中南部、长江北岸枞阳县下辖的一个乡镇级行政单位。

## 行政区划
金社乡下辖以下地区：
杨市村、长溪村、云岭村、枫冲村、金渡村、金山村、龙口村、桃山村、向荣村、星河村、秀山村和鳌山村。